# Barragem das Fronhas
A barragem de Fronhas é uma barragem no rio Alva,  entre as freguesias de  São Martinho da Cortiça e Pombeiro da Beira, município de Arganil, no distrito de Coimbra, Portugal.